# Alophoixus phaeocephalus
Az Alophoixus phaeocephalus a madarak osztályának verébalakúak (Passeriformes) rendjébe és a bülbülfélék (Pycnonotidae) tartozó családja tartozó faj.

## Rendszerezése
A fajt Gustav Hartlaub német ornitológus írta le 1844-ben, az Ixos nembe Ixos (Trichixos) phaeocephalus néven.

## Alfajai
- Alophoixus phaeocephalus phaeocephalus (Hartlaub, 1844) – dél-Mianmar, dél-Thaiföld, Malajzia félszigeti része, Szingapúr, Szumátra;
- Alophoixus phaeocephalus connectens (Chasen & Kloss, 1929) – északkelet-Borneó;
- Alophoixus phaeocephalus sulphuratus (Bonaparte, 1850) – közép-Borneó;
- Alophoixus phaeocephalus diardi (Finsch, 1867)[2] – nyugat-Borneó.

## Előfordulása
Délkelet-Ázsiában, a Maláj-félszigeten, Borneó és Szumátra szigetén, Brunei, Indonézia, Malajzia, Mianmar, Szingapúr és Thaiföld területén honos.
Természetes élőhelyei a szubtrópusi és trópusi síkvidéki esőerdők és mocsári erdők, valamint ültetvények. Állandó, nem vonuló faj.

## Megjelenése
Testhossza 20–20,5 centiméter, testtömege 23–38 gramm. A feje szürke, háti része barna, a hasa sárga.
|  |

## Életmódja
Gyümölcsökkel és rovarokkal táplálkozik.

## Természetvédelmi helyzete
Az elterjedési területe rendkívül nagy, egyedszáma pedig stabil. A Természetvédelmi Világszövetség Vörös listáján nem fenyegetett fajként szerepel.